# Nicole Ramalalanirina
Nicole Ramalalanirina (ur. 5 marca 1972 w Soavinandrianie) – madagaskarska lekkoatletka specjalizująca się w biegach płotkarskich. Od 1998 roku reprezentowała Francję.
Czterokrotna uczestniczka igrzysk olimpijskich (1992, 1996, 2000, 2004). Mistrzyni Afryki z 1993 roku w biegu na 100 metrów przez płotki. Dwukrotnie zdobyła medal na Uniwersjadzie, brązowy w 1993 oraz złoty w 1995. Dwukrotna mistrzyni igrzysk frankofońskich (1994, 1997) w biegu na 100 metrów przez płotki. W 2001 jako reprezentantka Francji zdobyła brązowy medal halowych mistrzostw świata w biegu na 60 metrów przez płotki.

## Rezultaty
| Rok                      | Impreza                   | Miejsce                  | Konkurencja                | Pozycja                  | Wynik                    |
| Reprezentacja Madagaskar | Reprezentacja Madagaskar  | Reprezentacja Madagaskar | Reprezentacja Madagaskar   | Reprezentacja Madagaskar | Reprezentacja Madagaskar |
| ------------------------ | ------------------------- | ------------------------ | -------------------------- | ------------------------ | ------------------------ |
| 1991                     | Igrzyska afrykańskie      | Kair                     | bieg na 100 m przez płotki | 3. miejsce               | 13,70                    |
| 1992                     | Igrzyska olimpijskie      | Barcelona                | bieg na 100 m przez płotki | eliminacje               | 13,40                    |
| 1993                     | Halowe mistrzostwa świata | Toronto                  | bieg na 60 m przez płotki  | eliminacje               | 8,36                     |
| 1993                     | Mistrzostwa Afryki        | Durban                   | bieg na 100 m przez płotki | 1. miejsce               | 13,32                    |
| 1993                     | Uniwersjada               | Buffalo                  | bieg na 100 m przez płotki | 3. miejsce               | 13,28                    |
| 1993                     | Mistrzostwa świata        | Stuttgart                | bieg na 100 m przez płotki | półfinał                 | 13,16                    |
| 1994                     | Igrzyska frankofońskie    | Paryż                    | bieg na 100 m przez płotki | 1. miejsce               | 13,17                    |
| 1994                     | Puchar świata             | Londyn                   | bieg na 100 m przez płotki | 4. miejsce               | 13,24                    |
| 1995                     | Halowe mistrzostwa świata | Barcelona                | bieg na 60 m przez płotki  | półfinał                 | 8,11                     |
| 1995                     | Mistrzostwa świata        | Göteborg                 | bieg na 100 m przez płotki | półfinał                 | 13,24                    |
| 1995                     | Uniwersjada               | Fukuoka                  | bieg na 100 m przez płotki | 1. miejsce               | 13,02                    |
| 1996                     | Igrzyska olimpijskie      | Atlanta                  | bieg na 100 m przez płotki | półfinał                 | 13,01                    |
| 1996                     | Igrzyska olimpijskie      | Atlanta                  | sztafeta 4 × 100 m         | eliminacje               | DNF                      |
| 1997                     | Mistrzostwa świata        | Ateny                    | bieg na 100 m przez płotki | eliminacje               | 13,21                    |
| 1997                     | Igrzyska frankofońskie    | Antananarywa             | bieg na 100 m przez płotki | 1. miejsce               | 13,21                    |
| Reprezentacja Francja    |                           |                          |                            |                          |                          |
| 1998                     | Mistrzostwa Europy        | Budapeszt                | bieg na 100 m przez płotki | 4. miejsce               | 12,87                    |
| 1998                     | Puchar świata             | Johannesburg             | bieg na 100 m przez płotki | –                        | DNF                      |
| 1999                     | Halowe mistrzostwa świata | Maebashi                 | bieg na 60 m przez płotki  | eliminacje               | 8,06                     |
| 1999                     | Mistrzostwa świata        | Sewilla                  | bieg na 100 m przez płotki | półfinał                 | 12,96                    |
| 2000                     | Igrzyska olimpijskie      | Sydney                   | bieg na 100 m przez płotki | 6. miejsce               | 12,91                    |
| 2001                     | Halowe mistrzostwa świata | Lizbona                  | bieg na 60 m przez płotki  | 3. miejsce               | 7,96                     |
| 2001                     | Mistrzostwa świata        | Edmonton                 | bieg na 100 m przez płotki | półfinał                 | 12,91                    |
| 2002                     | Halowe mistrzostwa świata | Wiedeń                   | bieg na 60 m przez płotki  | 4. miejsce               | 8,01                     |
| 2004                     | Halowe mistrzostwa świata | Budapeszt                | bieg na 60 m przez płotki  | 8. miejsce               | 8,01                     |
| 2004                     | Igrzyska olimpijskie      | Ateny                    | bieg na 100 m przez płotki | eliminacje               | 13,07                    |
| 2005                     | Halowe mistrzostwa świata | Madryt                   | bieg na 60 m przez płotki  | półfinał                 | 8,12                     |
| 2006                     | Halowe mistrzostwa świata | Moskwa                   | bieg na 60 m przez płotki  | eliminacje               | 8,14                     |
| 2006                     | Mistrzostwa Europy        | Göteborg                 | bieg na 100 m przez płotki | eliminacje               | 13,34                    |

## Rekordy życiowe
- Bieg na 60 metrów – 7,58 (21 stycznia 2006, Poitiers)
- Bieg na 60 metrów przez płotki – 7,89 (18 lutego 1996, Liévin)
- Bieg na 100 metrów – 11,58 (20 kwietnia 1996, Saint-Paul)
- Bieg na 200 metrów – 25,31 (4 maja 2003, Niort)
- Bieg na 400 metrów – 56,13 (19 maja 2002, Niort)
- Bieg na 100 metrów przez płotki – 12,76 (13 sierpnia 2000, La Chaux-de-Fonds)